# Paradrymadusa hissarica
Paradrymadusa hissarica är en insektsart som beskrevs av Leo L. Mishchenko 1954. Paradrymadusa hissarica ingår i släktet Paradrymadusa och familjen vårtbitare. Inga underarter finns listade i Catalogue of Life.